# یوشی‌هیرو اوچیمورا
یوشی‌هیرو اوچیمورا (ژاپنی: 内村 圭宏؛ زادهٔ ۲۴ اوت ۱۹۸۴) یک بازیکن فوتبال اهل ژاپن است.
از باشگاه‌هایی که در آن بازی کرده‌است می‌توان به باشگاه فوتبال اوئیتا ترینیتا، باشگاه فوتبال اهیمه، باشگاه فوتبال هوکایدو کونسادول ساپورو و باشگاه فوتبال ایماباری اشاره کرد.